# Éric Thiers
Éric Thiers est un haut-fonctionnaire, historien et constitutionnaliste français, né le 24 octobre 1969 à Sens (Yonne).

## Biographie

### Formation
Issu d'une famille originaire de Saint-Pierre-et-Miquelon, il étudie le droit à l'université de Clermont-Ferrand puis intègre Sciences Po Paris, dont il sort diplômé de la section Service public en 1992. Il obtient une maîtrise de droit public à l'université Paris II Panthéon-Assas en 1993. 
Il réussit le concours d'administrateur des services de l'Assemblée nationale en 1993.
Éric Thiers est également titulaire d’un DEA « histoire et civilisations » de l’École des hautes études en sciences sociales, sous la direction de l'historien Jacques Julliard et consacré au Comité d'études et de documents sur la guerre, groupe d'intellectuels (Lavisse, Bergson, Herr, Andler, Bédier...) engagés dans l'effort de guerre en 1914.

### Parcours professionnel
De 1993 à 2017, il occupe plusieurs fonctions au sein de l’Assemblée nationale en qualité d’administrateur des services. Il est en particulier administrateur chargé des questions constitutionnelles, électorales et ultra-marines, puis responsable du secrétariat de la commission des Lois constitutionnelles, de la législation et de l’administration générale de la République, sous les présidences de Catherine Tasca, Bernard Roman, Jean-Luc Warsmann et Jean-Jacques Urvoas. À ce titre, il a été associé à plusieurs révisions constitutionnelles (parité, Nouvelle-Calédonie, quinquennat...). Il est également chargé des questions européennes et africaines à la commission des affaires étrangères de l'Assemblée nationale sous la présidence d'Édouard Balladur de 2004 à 2007.
Nommé directeur-adjoint en 2007 puis directeur du cabinet en 2008 du secrétaire d'État chargé des relations avec le Parlement, Roger Karoutchi, il est parallèlement rapporteur du comité de réflexion et de proposition sur la modernisation et le rééquilibrage des institutions (« Comité Balladur ») en 2007. Il est l'un des rédacteurs du projet de loi constitutionnelle de 2008 et l'un des promoteurs de cette réforme qui aboutit à la révision constitutionnelle du 23 juillet 2008.
Après avoir été responsable de la division de la séance à l'Assemblée nationale de 2015 à 2017, il est nommé conseiller spécial chargé des questions constitutionnelles de la garde des Sceaux, ministre de la Justice, Nicole Belloubet, en juillet 2017.
Éric Thiers est nommé conseiller d'État en octobre 2019, après avoir exercé les fonctions de rapporteur à la section des finances et à la section du contentieux du Conseil d'État de 2001 à 2004.
Il est nommé en septembre 2020 secrétaire général du Haut-commissariat au Plan auprès du Haut-Commissaire François Bayrou.
En septembre 2022, il rejoint le cabinet du président de la République, Emmanuel Macron, comme conseiller Institutions et action publique. Il suit les questions constitutionnelles, dont le statut de la Corse, mais également les états généraux de l'information et la fin de vie. Il est le rédacteur du projet de loi constitutionnelle sur la liberté de recourir à l'interruption de grossesse et négocie pour l'Elysée son adoption par le Parlement.
En février 2024, il est nommé directeur de cabinet de Nicole Belloubet, alors ministre de l’Éducation nationale. 
Ayant suivi le dossier calédonien à la commission des Lois de l'Assemblée nationale au moment de l'accord de Nouméa, il est l'un des trois hauts-fonctionnaires, avec Rémi Bastille et Frédéric Potier, envoyés par le président de la République en mai 2024, afin d'assurer une mission de médiation en Nouvelle-Calédonie après les émeutes qui touchent le territoire. 
En décembre 2024, il est nommé conseiller spécial du Premier ministre François Bayrou,.
À ce titre, il négocie au nom du Premier ministre aux côtés de Manuel Valls avec les forces politiques calédoniennes l'accord sur l'Avenir de la Nouvelle-Calédonie signé à Bougival le 12 juillet 2025,,,.

## Enseignements et publications
Il a enseigné à Sciences Po (histoire et droit des États), l’ENSAE (droit administratif), l’École nationale d'administration (légistique) et l’université Paris II (droit de la vie politique).
Éric Thiers est membre du comité de rédaction de plusieurs revues : Pouvoirs ; Commentaire ; Mil Neuf Cent : revue d’histoire intellectuelle.
Il est, par ailleurs, considéré comme l'un des spécialistes de l’œuvre de Charles Péguy, auteur auquel il consacre plusieurs études. Il dirige la revue Bulletin de l’Amitié Charles Péguy et préside l'Amitié Charles Péguy depuis septembre 2020.
Il est l’auteur d’une centaine de publications sur les questions constitutionnelles et parlementaires et sur l'histoire intellectuelle du début du XXe siècle. Il codirige avec Olivier Rozenberg un ouvrage sur l’opposition parlementaire ainsi qu'un traité d’études parlementaires et avec Charles Coutel un livre consacré à la pensée politique de Charles Péguy.
Il est membre depuis 2021 du comité scientifique de la chaire outre-mer de Sciences Po.
Il est chercheur associé au CEVIPOF depuis 2013.